# APフィルムズ
APフィルムズ（英：APfilms）はイギリスのテレビ制作会社。「サンダーバード」などのスーパーマリオネーション（マリオネットによる人形劇）作品で知られる。

## 作品

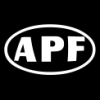

- 「ジ・アドヴェンチャーズ・オブ・トゥイズル」
- 「トーチー・ザ・バッテリー・ボーイ」
- 「ウエスタン・マリオネット 魔法のけん銃」
- 「クロスローズ・トゥ・クライム」
- 「スーパーカー」
- 「宇宙船XL-5」
- 「海底大戦争 スティングレイ」
- 「サンダーバード (シーズン1のみ)」
- 「謎の円盤UFO」（同社後継の「センチュリー21プロダクション」による制作）